# Ringenes Herre (film)
|  | Denne artikel omhandler filmtrilogien. For animationsfilmen, Ringenes herre (film fra 1978). |
Ringenes Herre er en filmtrilogi af Peter Jackson baseret på Ringenes Herre af J.R.R. Tolkien udsendt i årene 2001 – 2003.
- Ringenes Herre – Eventyret om Ringen (The Lord of the Rings: The Fellowship of the Ring) (2001)
- Ringenes Herre – De to Tårne (The Lord of the Rings: The Two Towers) (2002)
- Ringenes Herre – Kongen vender tilbage (The Lord of the Rings: The Return of the King) (2003)
- Hobbitten: En Uventet Rejse (2012)
- Hobbitten: Dragen Smaugs Ødemark (2013)
- Hobbitten: Femhæreslaget (2014)
- Ringenes Herre: Krigen om Rohan  (The Lord of the Rings: The War of the Rohirrim) (2024)[1]
- Ringenes Herre: Jagten på Gollum  (The Lord of the Rings: The Hunt for Gollum) (2026)[2][3][4]

## Serier
Ringenes Herre: Magtringene (The Lord of the Rings: The Rings of Power) (2022)
Filmene er instrueret af af Peter Jackson og udsendt af New Line Cinema. Det er en af de dyreste filmindspilninger i historien med et budget på 270 millioner amerikanske dollar, projektet tog over otte år, og filmene blev optaget i Peter Jacksons hjemland New Zealand.
Ringenes Herre var en stor kommerciel succes og filmene ligger på 11., 5. og 2. pladserne på listen over de bedst sælgende film; Filmene har til sammen vundet 17 Oscar-statuetter.